# Fimbristylis diglumoides
Fimbristylis diglumoides là loài thực vật có hoa trong họ Cói. Loài này được Govind. & S.K.Varma mô tả khoa học đầu tiên năm 1997.